# Élie Vinet
Pour les articles homonymes, voir Vinet.
Élie Vinet (Saint-Médard, 1509 - Bordeaux, 1587) est un humaniste, enseignant, archéologue, traducteur et historien de la Renaissance. Il est l'auteur d'une cinquantaine de livres : traductions d'auteurs classiques, histoire des villes de Saintes, Angoulême et Bordeaux et de livres scolaires. Élie Vinet est considéré comme le fondateur de l'érudition à Bordeaux.

## Biographie
On sait peu de choses de la vie personnelle d'Élie Vinet. Il est né en 1509 au village des Planches de la commune actuelle de Saint-Médard, non loin de Barbezieux dans le département de la Charente. Au XVIe siècle ce village s'appelait Les Vinets. Sa famille paternelle, originaire du Poitou, vient s'y installer vers 1470. Sa mère, Colette Chat, est originaire de Montmoreau-Saint-Cybard. Élie Vinet lui-même ne semble pas avoir eu une descendance.
Vinet fait ses premières études à Barbezieux dans une école tenue par Simon Pererius, qui lui apprend les éléments de la langue latine. Après la mort de son père, Jehan Vinet, sa mère l’envoie à Angoulême pour continuer ses études. Puis il va à Poitiers où il obtient le grade de maître ès arts. Il fréquente, à la cour de Cognac, Louise de Savoie, puis Marguerite d'Angoulême. Puis il va à Paris se perfectionner en grec ancien et en mathématiques au Collège Sainte-Barbe.
En 1539, Vinet est encore à Paris lorsque André de Gouveia, principal du Collège de Guyenne et ancien du Collège Sainte-Barbe, le fait venir à Bordeaux pour professer dans l'établissement. 
Trois années après, en 1542, Vinet se sent fatigué et retourne dans son pays natal, la Saintonge. C'est pendant cette « retraite » qu'il se met à étudier quelques auteurs classiques et à traduire, en français ou en latin, leurs œuvres :
En 1547 André de Gouveia est appelé par le roi Jean II de Portugal pour réorganiser le collège de Coimbra sur le modèle de celui de Bordeaux. Élie Vinet part avec lui. Gouveia décide de rester au Portugal, son pays natal, mais Vinet revient à Bordeaux en juillet 1549. Il repart rapidement à Paris pour surveiller l'édition de son livre sur Ausone, qui sera publié en 1551. 
De retour à Bordeaux en janvier 1550, Vinet reprend sa chaire de mathématiques au collège de Guyenne et entre 1552 et 1556 il publie une série d'ouvrages à l'usage de ses classes :
En 1556 le principal du collège de Guyenne, Jean Gelida, qui avait remplacé André Gouviea en 1547, meurt. Les Jurats du Parlement de Bordeaux appellent Élie Vinet pour le remplacer et procèdent à sa nomination officielle. Cependant le roi Henri II passe outre et nomme un autre principal : Nicolas Hérigaray. Très froissé par ce procédé, Vinet quitte le collège et passe six années en Saintonge et en Angoumois. Pendant ces années d'absence de Bordeaux, Vinet est très actif. Il consacre son temps à préparer de nouvelles publications d'auteurs classiques et des notes sur l'histoire de la Saintonge, de l'Angoumois et du Bordelais qui lui serviront pour ses futures études.
Nicolas Hérigaray démissionne en 1562 et les Jurats, de nouveau, nomment Vinet principal du Collège de Guyenne. Il s'occupe de l'administration du Collège. Il dispense des cours, rénove la pédagogie, avec des méthodes d'enseignement destinées à des « têtes bien faites », avec une discipline plus humaine. Il publie les ouvrages qu'il avait préparés :

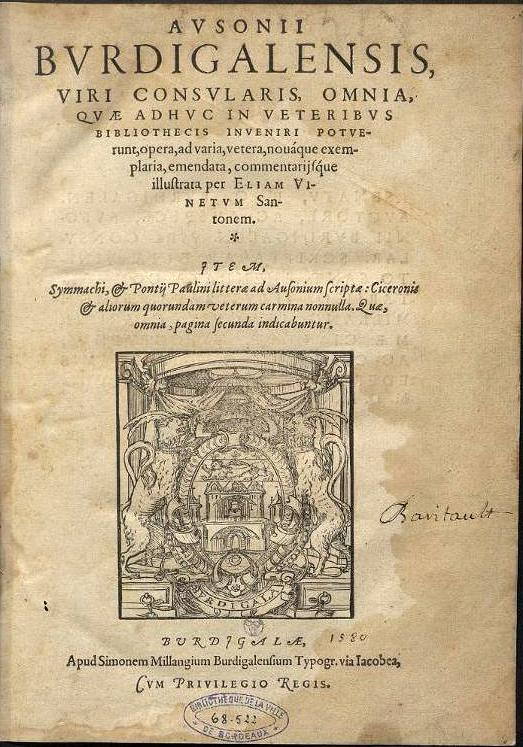
LAusone

En 1570 Vinet se décharge de ses tâches administratives pour se consacrer à son « Ausone », dont la version définitive sera publié en 1580.
Sous l'impulsion de Vinet, en 1572 un jeune professeur du Collège, Simon Millanges, ouvre une grande imprimerie, 12 rue Saint-James, près du collège. C'est chez Simon Millanges que Vinet fait imprimer ses derniers travaux :
La peste éclate à Bordeaux en juin 1585 et en quelques mois elle provoque plus de 14 000 morts. Le Collège de Guyenne ferme et Vinet quitte la ville. Il peut rouvrir le collège pendant l'année 1586, mais inquiet, fatigué et de santé fragile, il meurt dans son appartement du collège le 11 mai 1587.
Ses obsèques ont eu lieu en grande pompe à l'église Saint-Éloi de Bordeaux. Élie Vinet est enterré dans le cimetière de l'église. Sa plaque tombale a été déplacée vers une chapelle à l'intérieur de l'église vers 1840 et, vers 1874, elle est encastrée dans le mur de l'église, au-dessus de la fonte baptismale. Elle porte une inscription en grec, latin et français :
| - Plaque tumulaire d'Élie Vinet. |

Vinet a eu une autre épitaphe que ses amis ont écrite à la fin de l'édition posthume de son Ausone, publiée en 1590 avec des hommages et des poésies latines et grecques.

## Élie Vinet et Ausone
Le travail majeur de Vinet est son édition des œuvres du poète Ausone. Il y travaille entre 1551 et 1580.
Sa première publication, en 1551, est Decii Magni Avsonii Paeonii Bvrdegalensis, suivie, en 1565, par Ausonii Bvrdigalensis liber de Claris vrbibus (les poèmes des villes).
Un texte des poèmes d'Ausone vient d'être découvert à Lyon (le manuscrit de l'Ile Barbe : Codex leidensis Vossianus latinus ) qui est plus complet que les précédents et Vinet le fait venir à Bordeaux pour l'étudier.
Vinet prépare une série de notes, avec l'intention de publier les œuvres complètes d'Ausone. En 1573 ou 1574, il demande à son ancien élève Joseph Juste Scaliger, de passage à Lyon, de vérifier l'exactitude de ses notes. Scaliger fait plus que vérifier les notes de Vinet, il publie les œuvres d'Ausone en 1575, se présentant comme le seul auteur !
Cet incident ne semble pas déranger Vinet, qui publie lui-même son Ausonii Burdigalensis, viri consularis, Omnia, quae adhuc in veteribus bibliothecis inveniri potuerunt, Opera, ad varia, vetera, novaque exemplaria, emendata, commentariisque illustrata per Eliam Vinetum Santonem. Item, Symmachi, & Pontii Paulini litterae ad Ausonium scriptae : Ciceronis & aliorum quorundam veterum carmina nonnulla. Quae, omnia, pagina secunda indicabuntur, chez Simon Millanges en 1575 et un second tome en 1580.
En 1590, Scaliger et d'autres érudits bordelais rééditent l’œuvre de Vinet, y ajoutant  hommages et poésies latines et grecques à la gloire de Vinet.

## Élie Vinet l'historien et archéologue
En 1565 Vinet commence à publier ses études historiques de : Bordeaus, Engovlesme, Xaintes, Barbezieus et une étude paléographique préparée durant sa « retraite » de 1564-1562.
- Antiqvité de Bordeavs (1565)[10] : L'étude de Vinet est d'un intérêt considérable, car il est le premier historien de la ville. L’œuvre est une dissertation savante sur les origines de Bordeaux, telles que connues à l'époque. Le livre est publié avec quatre planches gravées sur bois : le plan de la ville, les Piliers de Tutelle, le Palais Gallien et un tombeau romain, tels qu'ils existaient au XVIe siècle.

| - Plan de la ville. - Piliers de Tutelle. - Palais Gallien. - Tombeau romain. |

La publication est précipitée par un évènement historique : le roi Charles IX doit visiter Bordeaux et Vinet veut profiter de l'occasion pour lui présenter ce premier livre sur l'histoire de la ville. Le 13 avril 1565, Vinet offre le manuscrit du livre au roi lors de sa visite au Collège de Guyenne, car les impressions ne sont pas encore terminées. L'analyse du contenu du livre est faite par Labadie. Un discours de Vinet sur les antiquités de Bordeaux et de Bourg se trouve dans le fonds « Pierre Bernadau » conservés à la Bibliothèque municipale de Bordeaux.
- Engoulesme (1567) : le livre, qui est publié anonymement, est divisé en deux parties. La première est intitulée Recherche de l'Antiqvité d'Engoulesme. Vinet y fait la narration des premiers temps de la ville, jusqu'au XIIe siècle, puis il donne quelques renseignements sur les anciennes abbayes de la région. La seconde partie porte le titre De la Trovvre et quelqves avtres rivières d'Engoulesme. Le même texte a été publié, comme le chapitre XX, du livre Discours non plus mélancoliques en 1556. L'analyse du contenu du livre est faite par Labadie[13].

- Saintes et Barbezieux (1568) : Comme pour Bordeaux et Angoulême, Vinet cherche pour Saintes la plus ancienne mémoire de la ville. Il s’arrête en 1094 et décrit rapidement quelques ruines romaines qui existaient encore de son temps, mais il garde le silence sur les églises de Notre-Dame-de-Sainte-Marie, de Saint-Pierre et de Saint-Eutrope. Pour Brebezieux, c'est le contraire. Vinet passe rapidement sur son histoire, mais décrit en détail les anciens monuments existants. L'analyse du contenu du livre est faite par Labadie[14].

- Narbonensivm votvm et arae dedicato... (1572) : Le livre est une dissertation sur les inscriptions d'un autel en marbre trouvé à Narbonne en 1566, et qui existe toujours. Les inscriptions lui avaient été adressées par un professeur de Toulouse, Franciscus Roaldes[15], qui montre en quelle haute estime était tenue l'érudition de Vinet dans toute la région du Sud-ouest.
- Historia gymnasii Aquitanici : cet ouvrage consacré à l'histoire du Collège de Guyenne n'a jamais été imprimé, il ne reste aucune trace du manuscrit[16].

## Élie Vinet le scientifique
L'intérêt que Vinet porte aux sciences et en particulier aux mathématiques est évident dans ses traductions en français ou en latin, destinées aux élèves du Collège de Guyenne : 
Michel Psellos  Arithmetica, musica, geometria en 1543, avec quatre rééditions ;
Proculus Traité de la Sphère, en 1543, avec cinq rééditions ;
Sacrobosco La Sphère, en 1552, avec six rééditions :
Euclide Les Éléments, en 1575.
Il publie aussi lui-même des ouvrages de mathématiques et « science pratique » :
- Logistica libri tres (1573), un livre d'arithmétique.

- La Manière de faire les Solaires que communement on appelle quadrans (1564) est un livre pratique pour la construction d'un cadran solaire, réimprimé en 1577, 1583 et 1606. Dans son avant-propos, Vinet donne son motif pour écrire ce livre. À son retour du Portugal en 1549 il constate que, à la suite de la rébellion contre la gabelle du sel, la suppression de toutes les cloches et horloges de Bordeaux a été décidée par le roi Henry II. D'où l'utilité pour les bordelais de maitriser la technique des cadrans solaires pour avoir l'heure.

- L'Arpanterie (1577), un traité d'arpenterie qu'il destine aux juristes qui emploient des arpenteurs, pour s'assurer de la justesse des mesures

## Lettres d'Élie Vinet
| - Lettre du 9 oct. 1571. |

Vinet était en correspondance avec de nombreux érudits et on garde trace de son écriture avec quelques lettres qui ont été conservées :
- Une lettre datée du 17 mai 1567[19].

- Une lettre datée du 3 octobre 1571[20].

- Une lettre datée du 14 novembre 1582[21].

- Une lettre datée du 26 novembre 1583[22].

- Une lettre datée du 29 décembre 1583[23].

Voir aussi Émile Brethe pour deux autres lettres de Vinet.

## Hommages
Plusieurs établissements tirent leur nom d'Élie Vinet :
- Le lycée général et technologique Élie-Vinet de Barbezieux-Saint-Hilaire[25]
- La bibliothèque spécialisée en histoire et histoire de l'art de l'Université Bordeaux-Montaigne[26]
- Une rue à Bordeaux porte son nom.

## Œuvres d'Élie Vinet
Ci-dessous les références bibliographiques des œuvres d'Élie Vinet. La majorité de ses ouvrages sont disponibles en version numérisé. Pour faciliter l'accès aux ouvrages numérisés voir : The works of Élie Vinet sur Commons.
1. ↑  (la + el) Théognis de Mégare (trad. Élie Vinet), Θεογνιδος του Μεγαρεως ... γνωμαι ἐλεγειακαι. Theognidis Megarensis Sententiae Elegiacae plurimus locis castigatæ ac scholiis illustratæ per Eliam Vinetum. Accessit Latina ... ad verbum interpretatio, etc.,‎ 1543 (1re éd. 1543), 98 p..
2. ↑  (la + el) Théognis de Mégare (trad. Élie Vinet), Θεογνιδος του Μεγαρεως ... γνωμαι ἐλεγειακαι. Theognidis Megarensis Sententiae Elegiacae plurimus locis castigatæ ac scholiis illustratæ per Eliam Vinetum. Accessit Latina ... ad verbum interpretatio, etc.,‎ 1572 (1re éd. 1543), 352 p. (lire en ligne).
3. ↑  (la) Michel Psellos (trad. Élie Vinet), Ex mathematico Pselli breviario arithmetica, musica, geometria Proclus de sphaera, Bordeaux, François Morpain, 1543, 76 p..
4. ↑  (la) Michel Psellos (trad. Élie Vinet), Ex mathematico Pselli breviario arithmetica, musica, geometria Proclus de sphaera, Bordeaux, François Morpain, 1553, 76 p..
5. ↑  (la) Michel Psellos (trad. Élie Vinet), Ex mathematico Pselli breviario arithmetica, musica, geometria Proclus de sphaera, Paris, Guillaume Cauellar, 1557, 154 p. (lire en ligne sur Gallica).
6. ↑  (la) Michel Psellos (trad. Élie Vinet), Arithmetica, musica, geometria. Item Proclis sphaera, Michael Turnoni, 1592.
7. ↑  (la) Sénèque et Élie Vinet (dir.), Formula vitæ honestæ, opus, quod diu quidem L. An. Senecæ De quatuor virtutibus falso inscriptum, prostitit : sed auctori suo Martino Episcopo, iam tandem ex vetusti codicis, qui est Niorti, fide assertum, ac collatis variis exemplaribus emendatum., Poitiers, E. Marnesio, 1544, 20 p. (lire en ligne).
8. ↑  (el + la) Proclus (trad. Élie Vinet), Traité de la Sphère, Poitiers, 1544.
9. ↑  (el + la) Proclus (trad. Élie Vinet), La Sphaire de Procle, philosophe grégeois. Translatée de Grec en Francoys par Hélie Vinet. Reueuë et corrigée par le translateur., Poitiers, Hierosne de Marnef, 1573 (1re éd. 1544), 35 p. (lire en ligne sur Gallica).
10. ↑  (el + la) Proclus (trad. Élie Vinet), Προκλου Σφαιρα. Sphæra Procli., Lyon, Franciscum Raphelengium,‎ 1593 (1re éd. 1544), 30 p. (lire en ligne).
11. ↑  Éginhard (trad. Élie Vinet), La Vie du Roy & Empereur Charle-Maigne, composee jadis en langage Latin ... & maintenant trãslatee en Francoys par H. Vinet., Poitiers, Franciscum Raphelengium, 1546, 44 p. (lire en ligne).
12. ↑  (la) Ausone et Élie Vinet (dir.), Decii Magni Avsonii Paeonii Bvrdegalensis, Paris, Jacob Kerver, 1551, 263 p.
13. ↑  Ausone (trad. Élie Vinet), Ausonii Burdigalensis, viri consularis, Omnia, quae adhuc in veteribus bibliothecis inveniri potuerunt, Opera, ad varia, vetera, novaque exemplaria, emendata, commentariisque illustrata per Eliam Vinetum Santonem. Item, Symmachi, & Pontii Paulini litterae ad Ausonium scriptae : Ciceronis & aliorum quorundam veterum carmina nonnulla. Quae, omnia, pagina secunda indicabuntur, t. 1, Bordeaux, Simon Millanges, 1575 (1re éd. 1551), 104 p. (lire en ligne)
14. ↑  Ausone et Elie Vinet (dir.), Ausonii Burdigalensis, viri consularis, Omnia, quae adhuc in veteribus bibliothecis inveniri potuerunt, Opera, ad varia, vetera, novaque exemplaria, emendata, commentariisque illustrata per Eliam Vinetum Santonem. Item, Symmachi, & Pontii Paulini litterae ad Ausonium scriptae : Ciceronis & aliorum quorundam veterum carmina nonnulla. Quae, omnia, pagina secunda indicabuntur, Bordeaux, Simon Millanges, 1575 (lire en ligne).
15. ↑  Ausone (trad. Élie Vinet), Ausonii Burdigalensis, viri consularis, Omnia, quae adhuc in veteribus bibliothecis inveniri potuerunt, Opera, ad varia, vetera, novaque exemplaria, emendata, commentariisque illustrata per Eliam Vinetum Santonem. Item, Symmachi, & Pontii Paulini litterae ad Ausonium scriptae : Ciceronis & aliorum quorundam veterum carmina nonnulla. Quae, omnia, pagina secunda indicabuntur, t. 2, Bordeaux, Simon Millanges, 1580 (1re éd. 1551), 250 p. (lire en ligne).
16. ↑  (la) Ausone, Élie Vinet (dir.), Joseph-Juste Scaliger (dir.) et Gabriel de Lurbe (dir.), Ausonii Burdigalensis, viri consularis, omnia, quae adhuc in veteribus bibliothecis inveniri potuerunt, opera. Adhaec. Symmachi, et Pontii Paulini littera ad Ausonium scriptae Tum Ciceronis, Sulpiciae, aliorumque quorundam veterum carmina nonnulla, cuncta ad varia, vetera, novaque exemplaria, hac secunda editione emendata, commentariisque auctioribus illustrata, per Eliam Vinetum Santonem, Josephum Scaligerum & alios, quos pagina tertia ab hac indicat. Indices duo subjuncti praefationi, scriptorum hic contentorum, rerum, et verborum. Adjunctum est & chronicon rerum Burdigalensium Gabrielis Lurbaei, Bordeaux, Simon Millanges, 1590 (1re éd. 1551), 848 p. (lire en ligne).
17. ↑  (la) Ausone, Élie Vinet (dir.), Joseph Juste Scaliger (dir.) et Gabriel de Lurbe (dir.), Ausonii Burdigalensis viri consularis, omnia, quae adhuc in veteribus bibliothecis inveniri potuerunt, opbra. Adhaec. Symmachi, & Pontii Paulini litterae ad Ausonium scriptae. Tum Ciceronis, Sulpiciae, aliorumque quorumdam veterum carmina nonnulla. Cuncta ad varia, vetera, novaque exemplaria, hac tertia editione emendata, commentariisque auctioribus illustrata, per Eliam Vinetum Santonem, Josephum Scaligerum, & alios, quos pagina tertia ab hac indicat. Indices duo subjuncti praefationi scriptorum hic contentorum, rerum, & verborum. Adjunctum est & Chronicon rerum Burdigalensium Gabrielis Lurbaei., Bordeaux, Simon Millanges, 1604 (1re éd. 1551), 932 p. (lire en ligne).
18. ↑  (la) Joannes de Sacrobosco et Élie Vinet (dir.), Sphaera Ioannis de Sacro Bosco emendata ; Eliae Vineti Santonis Scholia in eandem Sphaeram ab ipso authore restituta. Adiunximus huic libro Compendium in Sphaeram per Pierium Valerianum Bellunensem. Et Petri Nonii Salaciensis Demonstrationem eorum... eodem Vineto interprete, Paris, Gulielmum Cauellat, 1552, 104 p..
19. ↑  (la) Joannes de Sacrobosco et Élie Vinet (dir.), Sphaera Ioannis de Sacro Bosco emendata ; Eliae Vineti Santonis Scholia in eandem Sphaeram ab ipso authore restituta. Adiunximus huic libro Compendium in Sphaeram per Pierium Valerianum Bellunensem. Et Petri Nonii Salaciensis Demonstrationem eorum... eodem Vineto interprete, Paris, Gulielmum Cauellat, 1556 (1re éd. 1552), 198 p. (disponible sur Internet Archive).
20. ↑  (la) Joannes de Sacrobosco et Élie Vinet (dir.), Sphaera Ioannis de Sacro Bosco, emendata. In eandem Francisci Iunctini Florentini, & Eliae Vineti Santonis scholia. Caetera pagina sequens indicabit, Anvers, Ioannem Bellerum, 1573 (1re éd. 1552), 315 p. (disponible sur Internet Archive).
21. ↑  (la) Joannes de Sacrobosco et Élie Vinet (dir.), Sphaera Ioannis de Sacro Bosco, emendata. Eliae Vineti... Scholia in eandem Sphaeram, ad ipso auctore restituta. Adjunximus huic libro compendium in Sphaeram per Pierium Valerianum Bellunensem, et Petri Nonii... Demonstrationem eorum quae in extremo capite de climatibus Sacroboscius scribit de inaequali climatum latitudine, eodem Vineto interprete.., Paris, Hieronymen de Marnef, 1577 (1re éd. 1552), 199 p. (lire en ligne).
22. ↑  Joannes de Sacrobosco et Élie Vinet (dir.), Sphæra Ioannis de Sacro Bosco, emendata a Fr. Iunctino ... qui etiam in capite libri adiunxit Principia geometrica ... ex variis authoribus decerpta. In calce libri habes scholia Eliæ Vineti Santonis., Lyon, Phil. Tinghium Florentium, 1578 (1re éd. 1552), 108 p. (lire en ligne).
23. ↑  Joannes de Sacrobosco et Elie Vinet (dir.), Sphaera Ioannis de Sacro Bosco, emendata. In eandem Francisci Iunctini Florentini, & Eliae Vineti Santonis scholia. Caetera pagina sequens indicabit, Paris, Hieronymum de Marnef,, 1573 (1re éd. 1552), 196 p. (disponible sur Internet Archive).
24. ↑  Joannes de Sacrobosco et Elie Vinet (dir.), Sphaera Joannis de Sacrobosco emendata : Eliae Vineti Santonis Scholia in eandem Sphaeram, ab ipso autore restituta, et Annotationibus Jacobi Martini pedemontani aucta. Petri Nonii Salaciensis Annotatio in caput de climatibus, eodem Vineto interprete. Compendium in Sphaeram per Pierium Valerianum belunensem. Post omnes omnium editiones, auctior & locupletior.., Lyon, Antoine Pillehotte, 1617 (1re éd. 1552), 145 p. (lire en ligne).
25. ↑  Sidoine Apollinaire et Élie Vinet (dir.), Caii Solli Apollinaris Sidonii Arvernorum Episcopi, opera castigato et restituta, Lugduni, Ioan Tornaesium, 1552, 360 p..
26. ↑  (la) Caius Julius Solinus et Élie Vinet (dir.), C. Julii Solini Polyhistor, ex antiquis ... codicibus ... restitutus. ... Index ... rerum, auctorum citatorum et verborum novorum indices : in quibus multa monuit de varia scriptura, nōnulla etiam explicuit ... E. Vinetus. MS. notes., Poitiers, E. Marnesio, 1554, 144 p. (lire en ligne).
27. ↑  (la) Eutrope et Élie Vinet (dir.), Eutropii Brevarium, historia romana, ab urbe condita ad annum ejusdem urbis millesimum centesimum et nonumdecimum, ita contracta, ut nihil invenias, quod immensum rerum romanarum pelagus cognituris, pulchrius commodiusque praeire possit. Emendavit tertium Elias Vinetus : cuius emendationum commentarius recognitus et auctus separatim excudetur, Bordeaux, Simon Millanges, 1554, 202 p..
28. ↑  (la) Eutrope et Élie Vinet (dir.), Eutropii Brevarium, historia romana, ab urbe condita ad annum ejusdem urbis millesimum centesimum et nonumdecimum, ita contracta, ut nihil invenias, quod immensum rerum romanarum pelagus cognituris, pulchrius commodiusque praeire possit. Emendavit tertium Elias Vinetus : cuius emendationum commentarius recognitus et auctus separatim excudetur, Bâle, J. Oporinus, 1559.
29. ↑  Eutrope et Élie Vinet (dir.), Eutropii Brevarium, historia romana, ab urbe condita ad annum ejusdem urbis millesimum centesimum et nonumdecimum, ita contracta, ut nihil invenias, quod immensum rerum romanarum pelagus cognituris, pulchrius commodiusque praeire possit. Emendavit tertium Elias Vinetus : cuius emendationum commentarius recognitus et auctus separatim excudetur, Bordeaux, Simon Millanges, 1580 (1re éd. 1554), 109 p. (lire en ligne).
30. ↑  (la) Suétone Tranquilli et Élie Vinet (dir.), Suetonii Tranquilli de illustribus Grammaticus et Rhetoribus libri duo, castigati et indice aucti..., Poitiers, Joan Marnef, 1556.
31. ↑  Élie Vinet, Jean Bonaventure des Periers, Jacques Peltier et al., Discours non plus melancohques que diuers, de choses mesmement, qui appartiennent a notre France : & a la fin La maniere de bien & iustement entoucher les lucs & guiternes., Poitiers, Enguilbert de Marnef, 1556, 112 p. (lire en ligne sur Gallica).
32. ↑    - Elie Vinet, Les Déclinaisons de tous noms et verbes latins réguliers, et autres. D'avantage l'entière conjugaison du verbe françois, avecque son exposition latine. Plus la manière d'instruire les enfants, & la table du livre. Par M. Elie Vinet, sainctongeois. Le tout reveu, corrigé et augmenté en cette dernière impression, Bordeaux, Simon Millanges, 1610, 267 p. (lire en ligne)
33. ↑  (la) Aulus Persius Flaccus et Élie Vinet (dir.), Aulii Persii Flacci satyrarum liber, ab Elia Vineto Santone emendatis..., Poitiers, Enguilbert Marnef, 1560, 32 p..
34. ↑  (la) Aulus Persius Flaccus et Élie Vinet (dir.), Satyrae, Paris, Clavdivm Morellvm, 1613, 520 p. (lire en ligne).
35. ↑  (la) Lucius Annaeus Cornutus (préf. Élie Vinet), Lucii Annæi Cornuti ... Commentum in Auli Persii Flacci Satyras, nunc primmum formis editum. Eliæ Vineti Santonis præpatio in id commentarium, et annotationes in easdem Persii Satyras., Paris, Ioannem Orry, 1613, 142 p. (lire en ligne).
36. ↑  (la) Publius Annius Florus et Élie Vinet (dir.), Lucii Annaei Flori, vel potius Lucii Annaei Senecae, rerum Romanorum ex Tito Livio epitoma, Poitiers, Enguilbert Marnef, 1563, 129 p..
37. ↑  (la) Sextus Aurelius Victor et Élie Vinet (dir.), De vita et moribus imperatorum romanorum, Poitiers, E. Marnesium, 1564
38. ↑  (la) Justinus et Élie Vinet (dir.), Iustini ex Trogi Pompeii externis historiis, libri XLIIII; Sex. Aur .., Lyon, Iacobum Stoer, 1598, 562 p. (disponible sur Internet Archive).
39. ↑  (la) Justinus et Élie Vinet (dir.), Justini ex Trogi Pompeii Externis historiis libri XLIII. Sexti Aur. Victoris Epitome : de vita Caesarum ab Augusto ad Theodosium. Compendium de reliquorum Caesarum vita et moribus ad Maximilianum secundum, ex probatis auctoribus. Eliae Vineti in Victoris Epitomen notae... [De utilitate legendae historiae. S. Grynaeo auctore.], Lyon, Claude Morillon, 1616, 560 p. (lire en ligne).
40. ↑  Élie Vinet, La manière de fare les solaires, que communement on appelle quadrans, Poitiers, E. Marnesium, 1564
41. ↑  Élie Vinet, La manière de fere les solaires, que communément, on apele quadrans, Bordeaux, Simon Millanges, 1583, 74 p. (lire en ligne).
42. 1 2  Élie Vinet et Antonio Mizauld, La maison champestre, avec le jardin médecinal, Paris, Robert Foüet, 1607, 811 p. (lire en ligne).
43. ↑  (la) Prisciani Cæsariensis et Élie Vinet (dir.), Rhemnii Fannii, Bedae Angli, Volusii Metiani, libri de numeris, ponderibus, mensuris, numeris, eorumque notis, et de vetere computandi per digitos ratione, Paris, ædibus Rovillii, 1565, 95 p.
44. ↑  Ausone (trad. Élie Vinet), Ausonii Bvrdigalensis liber de Claris vrbibus et en eum Eliae Vineti Santonis commentarius, Poitiers, Enguilbert de Marnef, 1565
45. ↑  Élie Vinet, L'Antiquité de Bourdeaus et de Bourg présentée au Roy Charle neufiesme, le treiziesme jour du mois d'avril l'an mille cinq cens soixante et cinq, à Bourdeaus, Poitiers, Enguilbert Marnef, 1565, 58 p. (lire en ligne sur Gallica)
46. ↑  Élie Vinet, L'Antiquité de Bourdeaus et de Bourg présentée au Roy Charle neufiesme, le treiziesme jour du mois d'avril l'an mille cinq cens soixante et cinq, à Bourdeaus, 1565, 58 p. (lire en ligne sur Gallica).
47. ↑  Élie Vinet, L'Antiquité de Bourdeaus et de Bourg présentée au Roy Charle neufiesme, le treiziesme jour du mois d'avril l'an mille cinq cens soixante et cinq, à Bourdeaus, et lhors premièrement publiée, mais depuis revue, et augmentée, et a ceste autre impression enrichie de plusieurs figures, par son aucteur Elie Vinet, Bordeaux, Simon Millanges, 1574, 72 p. (présentation en ligne, lire en ligne).
48. ↑  Élie Vinet, Recherche de l'antiquité d'Engovlesme, Poitiers, Enguilbert de Marnef, 1567, 16 p..
 Une édition facsimilé, publié en 1876 : Élie Vinet, Recherche de l'antiquité d'Engovlesme : Réimprimé et publié avec notes de Cl. Gigon, Angoulême, F. Goumard, 1876, 74 p. (lire en ligne).
49. ↑  Censorin et Élie Vinet (dir.), Censorini Liber de Die natali par Eliam Vinetum Santonem emendatus, Poitiers, Enguilbert de Marnef, 1567, 62 p.
50. ↑  Élie Vinet, Les Antiquitez de la ville de Xaintes au pais de Xaintonge, Bordeaux, Veuve Morpain, 1568
 Une édition facsimilé, publié en 1870 : Louis Cavrois et Élie Vinet, Barbezieux, son histoire et ses seigneurs avec la réimpression de l'′′Antiquité de Saintes et de Barbezieux′′ écrite en 1568 par Élie Vinet, Paris, Bachelin-Delforenne, 1869, 224 p. (disponible sur Internet Archive).
51. ↑  Elie Vinet, L'antiquité De Saintes et Barbezieus, Bordeaux, Simon Millanges, 1584, 3e éd..
52. ↑  Élie Vinet, Le Safran de la Roche-Foucault, Poitiers, Enguilbert de Marnef, 1568, 22 p..
53. ↑  Élie Vinet, L'Antiquité de Saintes, Bordeaux, Pierre de Ladime, 1571, 72 p. (lire en ligne).
54. ↑  (la) Pomponius Mela et Élie Vinet (dir.), De situ orbis libri, ad multa nova, veteraque exemplaria emendati per Eliam Vinetum Santonem., Paris, Gabriel Buon, 1572, 61 p.
55. ↑  (la) Pomponius Mela et Élie Vinet (dir.), De situ orbis libri tres, ad multa nova, veteraque exemplaria emendati per Eliam Vinetum Santonem. Secunda editioemendatio, Bordeaux, Simon Millanges, 1582, 61 p.
56. ↑  (la) Pomponius Mela et Élie Vinet (dir.), Pomponii Melae, De situ orbis libri tres, ad multa nova veteraque exemplaria emendati, per Eliam Vinetum Santonem. Secunda editio emendatior, Bordeaux, Simon Millanges, 1607, 61 p. (lire en ligne).
57. ↑  (la) Élie Vinet, Narbonensium votum, et arae dedicatio, insignia antiquitatis monomenta, Narbone reperta in marmore eterra effosso : quum fundamenta condendo propugnaculo aperirentur, anno Christi MDLXVI, Bordeaux, Simon Millanges, 1572, 42 p..
58. ↑  Élie Vinet, Eliae Vineti santonis de Logistica libri tres, Bordeaux, Simon Millanges, 1573, 183 p. (lire en ligne).
59. ↑  Euclide (trad. Elie Vinet), Definitiones Elementi qvincti, Et sexti, Euclidio,ab Elia Vineto, Bordeaux, Simon Millanges, 1575, 26 p. (lire en ligne)
60. ↑   Élie Vinet, L'Arpanterie : livre de géométrie, enseignant à mezurer les champs, et pluzieurs autres chozes, Bordeaux, Simon Millanges, 1577 (lire en ligne sur Gallica).
61. ↑   Élie Vinet, L'Arpanterie : livre de géométrie, enseignant à mezurer les champs, et pluzieurs autres chozes, Bordeaux, Simon Millanges, 1583 (lire en ligne).
62. ↑  Cicéron et Élie Vinet (dir.), Somnium Scipionis, ex libro sexto de Republica Marci Tullii Ciceronis, Elia Vineto Santone interprete, Bordeaux, Simon Millanges, 1579, 120 p. (lire en ligne).
63. ↑  André de Gouveia (préf. Élie Vinet), Schola Aquitanica, Bordeaux, Simon Millanges, 1583, 63 p. (lire en ligne).
64. ↑  (la) Prisciani Cæsariensis et Élie Vinet (dir.), E. Vineti Santonis annotationes in Prisciani librum de figuris et nominibus Numerorum-In (Rhemnii Fanii Palæmonis) carmen de ponderibus, etc., 1585